# محمد جلافوفيتش
محمد جلافوفيتش هو لاعب كرة قدم بوسني سابق كان يلعب في مركز الهجوم.

## المسيرة الاحترافية

### أندية لعب لها
- فيليز موستار
- رادنيتشكي نيش